# Titularbistum Maronana
Maronana ist ein Titularbistum der römisch-katholischen Kirche.
Es geht zurück auf einen untergegangenen Bischofssitz in der antiken Stadt gleichen Namens in der römischen Provinz Mauretania Caesariensis im Norden von Algerien.
| Titularbischöfe von Maronana |                             |                                                    |                  |                    |
| Nr.                          | Name                        | Amt                                                | von              | bis                |
| 1                            | Rosario L. Brodeur          | Koadjutorbischof von Alexandria in Otario (Kanada) | 15. Oktober 1966 | 20. Juni 1971      |
| 2                            | Estanislau Amadeu Kreutz    | Weihbischof in Santo Ângelo (Brasilien)            | 10. Juni 1972    | 21. Dezember 1973  |
| 3                            | George Edward Rueger        | Weihbischof in Worcester (USA)                     | 16. Januar 1987  | 6. April 2019      |
| 4                            | José Bolivar Piedra Aguirre | Weihbischof in Cuenca (Ecuador)                    | 20. Mai 2019     | 21. September 2022 |
| 5                            | Anthony Celino              | Weihbischof in El Paso (USA)                       | 8. Februar 2023  |                    |